# Gloriana (álbum)
Gloriana es el álbum debut homónimo del grupo estadounidense de música country. Fue lanzado el 4 de agosto de 2009 vía Emblema Music Group, con Warner Bros. Records Nashville como distribuidor. El álbum debutó en la posición número 3 en el Billboard 200, y en el número 2 en el Billboard Top Country de EE. UU. El álbum tuvo dos sencillos, "Wild at Heart" (Corazón salvaje) y "How Far Do You Wanna Go?" (¿Hasta dónde quieres ir?). El álbum fue reeditado en marzo de 2010 para incluir "The World Is Ours Tonight" (Esta noche el mundo es nuestro), que fue lanzado en marzo de 2010 como tercer sencillo del álbum.

## Lista de canciones
1. "How Far Do You Wanna Go?" (Western Flyer|Danny Myrick, Matt Serletic, Jeffrey Steele) – 3:51
2. "Wild at Heart" (Stephanie Bentley, Josh Kear, Serletic) - 3:49
3. "The Way It Goes" (Myrick, Serletic, Steele) – 3:14
4. "Lead Me On" (Bentley, Ben Glover) – 4:04
5. "If You're Leavin'" (Bentley, Trey Bruce, Kevin Kadish) – 2:38
6. "You Said" (Chuck Jones, Serletic, Steele) – 2:41
7. "Cry on Command" (Kear, Wayne Kirkpatrick, Serletic) – 3:55
8. "Over Me Now?" (Tyler Hayes, Karyn Rochelle, Shane Stevens) – 2:58
9. "Come and Save Me" (Jess Cates, Lindy Robbins, Serletic) – 3:35
10. "Even If I Wanted To" (Jones, Serletic, Steele) – 3:53
11. "All the Things That Mean the Most" (Myrick, Serletic, Steele) – 3:52
12. "Change Your Mind" (Glover, Jennifer Schott, John Paul White) – 3:45
13. "Time to Let Me Go" (Kyle Cook, Mike Gossin, Tom Gossin, Rachel Reinert) – 5:02
14. "How Far Do You Wanna Go" (Live) - 4:38 (solo en iTunes)
15. "The Way It Goes" (Live) - 3:42 (solo en iTunes)
16. "Wild at Heart" (Live) - 4:09 (solo pre-ordenándolo en iTunes)
17. "Wild at Heart" (Numix) - 3:39 (solo en Australia)
18. "The World Is Ours Tonight" (Cates, Robbins, Serletic) - 3:33 (reedición)